# Castil-Blaze
Pour les articles homonymes, voir Blaze.
François-Henri-Joseph Blaze, dit Castil-Blaze (né à Cavaillon le 1er décembre 1784 et mort à Paris le 11 décembre 1857) est un musicographe, critique musical, compositeur, éditeur français et également auteur provençal en langue d'oc. 
Fils du compositeur et écrivain Henri-Sébastien Blaze, il est le frère du pharmacien militaire et écrivain Sébastien Blaze (1785-184?) et de l'écrivain Elzéar Blaze.

## Biographie
Après son enfance passée à Cavaillon, il monte à Paris pour faire des études de droit mais aussi apprendre la musique, notamment au Conservatoire de musique. Après avoir passé à nouveau quelques années dans le Vaucluse, Castil-Blaze se réinstalle définitivement à Paris.
Une grande partie de son activité consiste à adapter des opéras français et étrangers pour différentes scènes de la province française. Dans ces cas-là, Castil-Blaze adapte le livret ainsi que la musique. Ce travail d’arrangeur sera largement critiqué, mais Castil-Blaze affirmait que cela permettait à une partie du public de se familiariser avec l’opéra.
Castil-Blaze s’est largement fait connaître comme critique. À partir du 7 décembre 1820, il publie dans Le Journal des débats des Chroniques musicales. Dans ces chroniques assez irrégulières, au nombre d’une trentaine par an, Castil-Blaze semble jouir d’une certaine liberté. La plupart des chroniques critiquent des œuvres lyriques, mais d’autres sont consacrées à des réflexions sur la musique, à des nécrologies de compositeurs (Weber en 1826, Beethoven en 1828) ou à des critiques de concerts. Castil-Blaze a écrit dans Le Journal des débats jusqu’en 1832, avant de rejoindre Le Constitutionnel. Il a aussi collaboré à la Revue musicale de Fétis ainsi qu’à d’autres journaux ou revues. Castil-Blaze est sans doute, en France, le premier critique musical à avoir étudié la musique.
Castil-Blaze est l’auteur de plusieurs ouvrages et articles, portant sur la théorie de la musique, son histoire et l’histoire du théâtre. Il a lancé une série de trois ouvrages consacrés aux trois grands théâtres lyriques de Paris : l’Opéra, le Théâtre-Italien et l’Opéra-Comique. Il n’a pu terminer et publier que les deux premiers avant sa mort, le troisième, resté à l’état de manuscrit, est conservé à la Bibliothèque nationale de France. Ces ouvrages suscitent aujourd’hui l’intérêt mais aussi la méfiance des historiens car ils contiennent de nombreuses anecdotes, pas toujours vérifiées.
Castil-Blaze a écrit la traduction française du livret du Barbier de Séville de Rossini en y rajoutant des dialogues parlés pour la plupart empruntés à Beaumarchais, en en modifiant la structure qui passe de deux à quatre actes et en changeant certaines tessitures vocales. Cet opéra avait été donné en italien à Paris le 26 octobre 1819 au Théâtre-Italien. La première de la version en français date du 6 mai 1824 à l’Odéon. Après de nombreuses vicissitudes dues aux rivalités des théâtres parisiens, l’opéra en français avec ses dialogues parlés (opéra-comique) est donné le 8 novembre 1884 à l’Opéra-Comique avec un très grand succès et s’installe au répertoire.
Comme compositeur, Castil-Blaze a surtout réalisé des arrangements dont le plus célèbre est Robin des Bois ou les Trois balles, adaptation de 1824 du Freischütz de Weber, œuvre finalement bien éloignée de l’original. De plus, l’opéra reprend des morceaux de musique d’autres compositeurs dans la droite ligne du pasticcio baroque et rossinien. Cette version créée à l’Odéon le 7 décembre 1824 sera reprise en 1835 à l’Opéra-Comique et en 1855 au Théâtre-Lyrique, concurrencée à partir de 1841 par la version du Freischütz fidèlement adaptée par Berlioz.
Mais Castil-Blaze est également l'auteur d'un opéra en quatre actes, Belzébuth ou les Jeux du roi René, Montpellier (intégrale) et Paris, Conservatoire (extraits) 1842, d’un opéra comique en un acte, La Colombe, de plusieurs œuvres originales, en particulier d’œuvres sacrées, dont deux messes solennelles.
Castil-Blaze a enfin exercé comme éditeur, d’abord pour publier ses propres œuvres, littéraires comme musicales, mais il ne s’y est pas limité : il a, entre autres, édité les œuvres de Beethoven.
Castil-Blaze n’avait pas oublié ses origines provençales. Doté d’un esprit vif et fécond ainsi que d’un sens critique aigu, Castil-Blaze disait justement : « Je n’attache de prix qu’à mes œuvres provençales ; c’est le seul bagage poétique et musical que je lègue à la postérité. Léger, mais ficelé de mains de maître, ce colis arrivera plus facilement à son adresse… » Le bagage dont parlait Castil-Blaze se réduit à douze chansons populaires écrites en langue provençale, qu’il publia lui-même en 1845. Il s’y ajoute vingt-sept pièces de vers qu’il ne publia pas de son vivant, mais que ses amis félibres publieront après sa mort.

## Œuvres
- De l’opéra en France, Paris, Janet & Cotelle, 1820.
- Dictionnaire de musique moderne, 2 vol. Paris, Au magasin de musique de la Lyre moderne, 1821. 2e éd. en 1825.
- La Forêt de Sénart, ou La partie de chasse de Henri IV, opéra-comique en 3 actes sur un livret inspiré de la comédie La Partie de chasse de Henri IV de Charles Collé, avec des "paroles ajustées sur la musique de Mozart, Beethoven, Carl Maria von Weber, Rossini, Meyerbeer…". Cette œuvre fut créée le 14 janvier 1826 au Théâtre de l'Odéon, à Paris.
- Chapelle-musique des rois de France, Paris, Paulin, 1832.
- La Danse et les Ballets depuis Bacchus jusqu’à Mlle Taglioni, Paris, Paulin, 1832.
- Le Mémorial du Grand-Opéra, Paris, Castil-Blaze, 1847.
- Molière musicien en 2 volumes. Paris, Castil-Blaze, 1852.
- L’Académie impériale de musique de 1645 à 1855, Paris, Castil-Blaze, 1855.
- L’Opéra italien de 1548 à 1856, Paris, Castil-Blaze, 1856.
- L’Art des vers lyriques, Paris, Castil-Blaze, 1858 (posth.)
- Histoire de l’Opéra-Comique, inachevé, manuscrit. Voir l'édition moderne ci-dessous.
- Alexandre Dratwicki, Patrick Taïeb (dir.), Histoire de l’Opéra-Comique, Lyon, Symétrie, 2012, 352 p.  (ISBN 978-2-914373-69-2) [présentation en ligne].
- Sur l’opéra français. Vérités dures mais utiles, Paris, Castil-Blaze, 1856.